# Teodoric de Vestervig
Teodoric de Vestervig (Turíngia, Sacre Imperi, segona meitat del s. X - Vestervig, Dinamarca, ca. 1065) fou un religiós, missioner al Regne de Dinamarca. És venerat com a sant per l'Església catòlica. Dieter o Theodgardus (en danès Thøger) va néixer a Turíngia. Dedicat a la carrera eclesiàstica, va estudiar al Regne d'Anglaterra, on va conèixer el rei Olaf II de Noruega, a qui acompanyà al seu regne, on va predicar. En morir el rei, Teodoric va anar al Regne de Dinamarca, on predicà sobretot a Jutlàndia; a Vestervig aixecà una església de fusta. Morí un 24 de juny, cap al 1065 i fou sebollit a la seva església. El 20 d'octubre de 1127, les restes foren traslladades a una nova església romànica aixecada pels agustins, que era llavors la major església d'Escandinàvia.